# De Soto (Kansas)
De Soto és una població dels Estats Units a l'estat de Kansas. Segons el cens del 2000 tenia 4.561 habitants.

## Demografia
Segons el cens del 2000, De Soto tenia 4.561 habitants, 1.642 habitatges, i 1.246 famílies. La densitat de població era de 155,6 habitants per km².
Dels 1.642 habitatges en un 41,7% hi vivien nens de menys de 18 anys, en un 62,1% hi vivien parelles casades, en un 8,6% dones solteres, i en un 24,1% no eren unitats familiars. En el 21,3% dels habitatges hi vivien persones soles el 7,4% de les quals corresponia a persones de 65 anys o més que vivien soles. El nombre mitjà de persones vivint en cada habitatge era de 2,78 i el nombre mitjà de persones que vivien en cada família era de 3,23.
Per edats la població es repartia de la següent manera: un 30,5% tenia menys de 18 anys, un 8,1% entre 18 i 24, un 32,5% entre 25 i 44, un 20,9% de 45 a 60 i un 8,1% 65 anys o més.
L'edat mediana era de 32 anys. Per cada 100 dones de 18 o més anys hi havia 100,4 homes.
La renda mediana per habitatge era de 47.426 $ i la renda mediana per família de 53.219 $. Els homes tenien una renda mediana de 36.203 $ mentre que les dones 31.682 $. La renda per capita de la població era de 23.141 $. Entorn del 3,2% de les famílies i el 5,2% de la població estaven per davall del llindar de pobresa.

## Poblacions més properes
El següent diagrama mostra les poblacions més properes.